# Brett Maher (football américain)
Pour les articles homonymes, voir Brett Maher et Maher.
(en) Statistiques sur pro-football-reference
Brett Maher (né le 21 novembre 1989) est un kicker et  américain pour les Cowboys de Dallas de la National Football League (NFL). Il a été signé par les Jets de New York en tant qu'agent libre non drafté en 2013. Il a joué au football universitaire à l'université du Nebraska.

## Jeunes années
Maher fréquente la Centennial Public School, à Utica dans le Nebraska pendant ses trois premières années de lycée avant de passer à la Kearney High School, où il joue au football pour les Bearcats. En tant que senior, il marque 8 field goals sur 14, 41 des 46 points supplémentaires et une moyenne de 41,2 yards par punt. Il joue également wide receiver, affichant 775 yards à la réception et 10 touchdowns. Il reçoit les honneurs All-State du Lincoln Journal Star et du Omaha World-Herald à la fin de la saison,.

## Carrière universitaire
Maher refuse d'autres offres de bourses de football pour devenir walk-on (en) à l'université du Nebraska. En tant qu'étudiant de première année (freshman) et en deuxième année (sophomore), il apparaît dans tous les matchs en tant que holder des field goals et des points supplémentaires, tout en servant également de punter réserve, derrière Alex Henery.
En tant que junior, il est nommé titulaire au poste kicker et punter après le diplôme de Henery. Il inscrit 19 de ses 23 FG, 43 de ses 44 points supplémentaires et une moyenne de 41,38 verges par punt. Il reçoit trois fois le titre de joueur de la semaine des équipes spéciales du Big Ten ainsi que Eddleman-Fields Big Ten Punter de l'année et Bakken-Andersen Big Ten Kicker de l'année.
En tant que senior, l’école lui décerne une bourse de football. Il marque 20 FG sur 27, ses 59 tentatives de points supplémentaires, 57 touchback sur 96 kickoffs, et une moyenne de 41,8 verges par punt. Ses 20 fieldgoals se classent au deuxième rang de l'histoire de l'école pour une saison et ses 119 points établissent un record pour le plus de points marqués par un kicker. Il se classe troisième au classement général de la conférence en matière de points et premier parmi les kickers. Il reçoit le prix Bakken-Andersen Big Ten du kicker de l'année pour la deuxième année consécutive.

### Statistiques universitaires
|       |            |         |    |     |    | Kicking | Kicking | Kicking | Kicking | Kicking | Kicking | Kicking | Punting | Punting | Punting |
| ----- | ---------- | ------- | -- | --- | -- | ------- | ------- | ------- | ------- | ------- | ------- | ------- | ------- | ------- | ------- |
| Année | Université | Conf    | Cl | Pos | MJ | PSM     | PST     | PS%     | FGM     | FGT     | FG%     | Pts     | Punts   | Yds     | Moy     |
| 2011  | Nebraska   | Big Ten | JR | K/P | 13 | 43      | 44      | 97.7    | 19      | 23      | 82.6    | 100     | 59      | 2,626   | 44.5    |
| 2012  | Nebraska   | Big Ten | SR | K/P | 14 | 59      | 59      | 100.0   | 20      | 27      | 74.1    | 119     | 61      | 2,552   | 41.8    |
| Total |            |         |    |     |    | 102     | 103     | 99.0    | 39      | 50      | 78.0    | 219     | 120     | 5,178   | 43.2    |

## Carrière professionnelle
| Mesures pré-draft de Brett Maher (NFL Scouting Combine) , | Mesures pré-draft de Brett Maher (NFL Scouting Combine) , | Mesures pré-draft de Brett Maher (NFL Scouting Combine) , | Mesures pré-draft de Brett Maher (NFL Scouting Combine) , | Mesures pré-draft de Brett Maher (NFL Scouting Combine) , | Mesures pré-draft de Brett Maher (NFL Scouting Combine) , | Mesures pré-draft de Brett Maher (NFL Scouting Combine) , | Mesures pré-draft de Brett Maher (NFL Scouting Combine) , | Mesures pré-draft de Brett Maher (NFL Scouting Combine) , | Mesures pré-draft de Brett Maher (NFL Scouting Combine) , |
| Taille                                                    | Poids                                                     | Bras                                                      | Main                                                      | Sprint 40 yd                                              | 20 yd shuttle                                             | 3 cone drill                                              | Détente verticale                                         | Détente horizontale                                       | Wonderlic                                                 |
| --------------------------------------------------------- | --------------------------------------------------------- | --------------------------------------------------------- | --------------------------------------------------------- | --------------------------------------------------------- | --------------------------------------------------------- | --------------------------------------------------------- | --------------------------------------------------------- | --------------------------------------------------------- | --------------------------------------------------------- |
| 6 ft 0 in (1,83 m)                                        | 186 lbs (84 kg)                                           | 31 5⁄8 in (0,80 m)                                        | 9 1⁄8 in (0,23 m)                                         | 4.89 s                                                    | -                                                         | -                                                         | -                                                         | -                                                         | -                                                         |

### Jets de New York
Maher est signé apr}es un test rookie, en tant qu'agent libre non drafté par les Jets de New York après la draft  2013 de la NFL le 12 mai. Le 23 juillet, il est libéré pour laisser la place au kicker Billy Cundiff.

### Cowboys de Dallas
Le 11 août 2013, les Cowboys de Dallas signent Maher pour participer à la pré-saison tandis que Dan Bailey se remet d'une blessure. Il est libéré deux semaines plus tard, le 27 août.

### Blue Bombers de Winnipeg
Le 1er mai 2014, Maher signe un contrat avec les Blue Bombers de Winnipeg de la Ligue Canadienne de Football (LCF). Il dispute deux matchs de pré-saison avec les Bombers avant d'être libéré par l'équipe en raison des restrictions imposées au nombre de joueurs nationaux et internationaux figurant sur la composition de l'équipe, ce qui permet à leur titulaire canadien Lirim Hajrullahu de rester.

### Rouge et Noir d'Ottawa
Quelques semaines après sa libération par Winnipeg, il signe avec les Rouge et Noir d'Ottawa. Au cours de la quatrième semaine de la saison, Maher est nommé joueur de la semaine dans les équipes spéciales de la LCF après avoir marqué six field goals sur six, inscrivant tous les points des Rouge et Noir lors de la victoire 18-17 contre les Argonauts de Toronto. C'est la toute première victoire de la franchise d'expansion. Le 13 mai 2015, il est libéré par Ottawa à cause d'une blessure à la hanche qu'il a subie le mois précédent, avant le début du camp d'entraînement.

### Tiger-Cats de Hamilton
Le 19 mai 2016, Maher signe avec les Tiger-Cats de Hamilton après avoir participé à un mini-camp de l'équipe. Il réussit 82% de ses tentatives de field goal cette saison-là, inscrivant 41 FG sur 50, et une moyenne de 45,9 yards par punt.

### Browns de Cleveland
Le 20 mars 2017, Maher signe avec les Browns de Cleveland. Le 2 mai, il est libéré après avoir été incapable de dépasser le rookie Zane Gonzalez sur la depth chart (en).

### Rouge et Noir d'Ottawa (second séjour)
Le 10 juin 2017, Maher signe avec les Rouge et Noir d'Ottawa. Il atteint le même pourcentage de réussite que la saison précédente à Hamilton (82%), enregistrant le même nombre de buts (41) sur 50 tentatives. Sa moyenne de dégagement est de 46,7 yards.

### Cowboys de Dallas (second séjour)

#### Saison 2018
Le 4 avril 2018, Maher signe avec les Cowboys afin de limiter la charge de travail hors saison de Dan Bailey. Le 1er septembre, les Cowboys ont, de façon surprenante libéré Bailey, faisant de Maher leur kicker pour le début de la saison 2018. Au cours de la semaine 4, Maher inscrit quatre field goal, dont celui de la victoire, de 38 yards, à la fin du match, lors d'une victoire de 26 à 24 sur les Lions de Detroit, ce qui lui vaut le titre de joueur de la semaine des équipes spéciales de la NFC. Le 14 octobre, lors d'un match contre les Jaguars de Jacksonville, Maher convertit un field goal de 55 yards qui était à l'époque, le plus long de sa carrière et le deuxième plus long but de la formation à l'AT & T Stadium derrière celui de Dan Bailey (56 yards). Le 18 novembre 2018, Maher marque un FG gagnant de 48 yards pour vaincre les Falcons d'Atlanta. Le 9 décembre 2018, Maher bat son record en carrière avec un field goal de 62 yards contre les Eagles de Philadelphie alors que le temps expire en première mi-temps. C'est un record de franchise pour les Cowboys et le troisième plus long de l'histoire de la NFL. Au cours de la semaine 16, Maher convertit deux field goals et trois points supplémentaires lors d'une victoire de 27 à 20 sur les Buccaneers de Tampa Bay, ce qui lui vaut le titre de joueur de la semaine dans les équipes spéciales de la NFC pour la deuxième fois de la saison.

#### Saison 2019
En 2019, Maher éprouve des difficultés avec sa précision pendant la pré-saison, mais l'équipe fait preuve de confiance en sa capacité en n'amenant pas un autre kicker pour rivaliser avec lui. Le 13 octobre 2019, lors d'une défaite contre les Jets de New York, Maher devient le premier kicker de l'histoire de la NFL à avoir réussi deux field goals de 62 yards ou plus en carrière. Le 6 octobre, il réussit une de ses trois tentatives de FG contre les Packers de Green Bay.
Le 20 octobre, Maher bat son record en carrière et son propre record de franchise des Cowboys en marquant un field goal de 63 yards contre les Eagles de Philadelphie. Au cours du match, il convertit ses quatre points supplémentaires et ses trois field goals, ce qui lui vaut  le titre de joueur de la semaine des équipes spéciales de la NFC. Maher continue de se débattre pendant la saison avec des problèmes de précision, mais l'équipe est patiente, attendant qu'il passe à travers.  Le 28 novembre, il manque deux buts (dont un est dévié) dans la défaite de 15-26 contre les Bills de Buffalo.
Le 5 décembre, il manque un field goal de 42 yards dans la défaite de 31-24 contre les Bears de Chicago, son 10e échec de la saison. Bien qu'il réussisse une tentative de 31 yards dans les deux dernières minutes pour réduire l'avance à 7 points, il frappe aussi un kickoff hors limite au début du quatrième quart-temps, aidant les Bears à prendre la relève à leur propre 40 yards.  Après le match, il est cité dans les médias comme ayant dit : « J'ai eu l'impression de bien frapper chaque balle ce soir. Je vais mettre ma tête sur l'oreiller ce soir en me sentant bien par rapport à ce que j'ai fait cette semaine et en allant de l'avant ».
Le 9 décembre 2019, alors que l'équipe connait une série de trois défaites consécutives et risque de manquer les séries éliminatoires, Maher est libéré par les Cowboys en raison de problèmes de précision.  Il termine la saison en convertissant seulement 20 des 30 field goals (67 %), 7 de 13 (54 %) sur des tentatives entre 30 et 49 yards, en manquant au moins une tentative dans 8 des 13 matchs et en réussissant ses 36 points supplémentaires. Il établit aussi des records en carrière (3) et d'une saison (2) dans la NFL pour le plus grand nombre de field goals de plus de 60 yards. Il est remplacé par Kai Forbath (en).

### Jets de New York (2eséjour)
Le 31 décembre, les Jets de New York signent Maher à un contrat de réserve/futur.

## Statistiques NFL
| Année                   | Équipe                  | MJ                      |        | Field goals | Field goals | Field goals | Field goals |         | Extra Points | Extra Points | Extra Points |
| Année                   | Équipe                  | MJ                      | Tentés | Réussis     | %           | Long        | Tentés      | Réussis | %            |              |              |
| 2018                    | Cowboys de Dallas       | 16                      | 36     | 29          | 80,6        | 62          | 33          | 32      | 97,0         |              |              |
| 2019                    | Cowboys de Dallas       | 13                      | 30     | 20          | 66,7        | 63          | 36          | 36      | 100,0        |              |              |
| Totaux chez les Cowboys | Totaux chez les Cowboys | Totaux chez les Cowboys | 66     | 49          | 74,2        | 63          | 69          | 68      | 98,6         |              |              |